# Dominik Eulberg
Dominik Eulberg (Westerwald, 13 september 1978) is een Duits dj en producer in het genre minimal techno.

## Biografie
Eulberg studeerde biologie aan de universiteit van Bonn. In het begin van zijn carrière was Eulberg actief in een ander genre, Schranz. Een van zijn eerste successen was Der Hecht im Karpfenteich (De snoek in de karpervijver; 2003), uitgebracht op het Keulse label Traum Schallplatten. In 2006 en 2007 werden enkele van zijn platen uitgebracht door Cocoon Recordings. Samen met zijn collega Gabriel Ananda produceerde hij in 2013 enige in Duitsland zeer succesvolle nummers.
Eulberg geniet sinds 2017 van een stijgende populariteit, mede omdat hij natuurgeluiden (waaronder de geluiden van vogels) in zijn composities verwerkt. Daarom wordt Eulbergs werk wel als Öko-Techno betiteld. Dit heeft ook zijn grond in het feit, dat Eulberg ecologie gestudeerd heeft en zich voor natuurbehoud engageert.
Eulberg heeft sedert 2017 een eigen platenlabel met de naam Apus apus, wat gierzwaluw betekent.
Eulberg toonde zich als bewonderaar van het oeuvre van Olivier Messiaen in een in april 2022 op Arte-TV uitgezonden documentaire over deze componist. Hij heeft zich onder meer door diens werk Turangalîla-symfonie en enkele van zijn op vogelzang gebaseerde werken laten inspireren.
Eulberg heeft op wetenschappelijk gebied projecten voor de Hogeschool voor Design te Offenbach gerealiseerd, en in samenwerking met de Chaos Computer Club en Duitse natuurbeschermingsorganisaties muzikale transcripties gemaakt van de ultrasone geluiden van vleermuizen.
Dominik Eulberg heeft ook een populair-wetenschappelijk boek over ecologie geschreven, met de titel Mikroorgasmen überall: Von der Raffinesse und Mannigfaltigkeit der Natur vor unserer Haustür (ISBN 978-3-8479-0065-8).

## Discografie
Studioalbums
- Flora & Fauna 2004
- Heimische Gefilde, 2007
- Bionik, 2007
- Diorama, 2011
- Mannigfaltig, 2019
- Avichrom, 2022